# Municipio de Seward (Indiana)
El municipio de Seward (en inglés: Seward Township) es un municipio ubicado en el condado de Kosciusko en el estado estadounidense de Indiana. En el año 2010 tenía una población de 2567 habitantes y una densidad poblacional de 27,32 personas por km².

## Geografía
El municipio de Seward se encuentra ubicado en las coordenadas 41°6′41″N 85°57′2″O / 41.11139, -85.95056. Según la Oficina del Censo de los Estados Unidos, el municipio tiene una superficie total de 93.95 km², de la cual 90,59 km² corresponden a tierra firme y (3,57 %) 3,36 km² es agua.

## Demografía
Según el censo de 2010, había 2567 personas residiendo en el municipio de Seward. La densidad de población era de 27,32 hab./km². De los 2567 habitantes, el municipio de Seward estaba compuesto por el 95,79 % blancos, el 0,43 % eran afroamericanos, el 0,47 % eran amerindios, el 0,04 % eran asiáticos, el 1,25 % eran de otras razas y el 2,03 % eran de una mezcla de razas. Del total de la población el 2,06 % eran hispanos o latinos de cualquier raza.